# Кузьмияр
Кузьмияр — посёлок в левобережной части Воротынского района Нижегородской области в составе Каменского сельсовета.

## Географическое положение
Посёлок Кузьмияр расположен в левобережной части Воротынского района к северу от села Каменка на берегу озера Кузьмияр. Расстояние до села Каменка по лесной дороге около 30 км.

## История
Поселение на берегах озера Кузьмияр существует достаточно давно. В 1953 году в посёлке была открыта средняя восьмилетняя школа. В 70-х годах XX века в посёлке начало работать СМУ Камского торфопредприятия. Это было связано с наличием в окрестностях посёлка большого числа торфяных болот с большими запасами торфа. В поселке стала быстро расти численность населения, было построено новое здание школы. Однако в перестроечные годы Камское торфопредприятие и его подразделения свернули свою деятельность в районе.

## Кузьмиярский психоневрологический интернат
В посёлке находится Государственное бюджетное учреждение «Кузьмиярский психоневрологический интернат», учредителем которого является Министерство социальной политики Нижегородской области. Основные цели интерната — предоставление социального обслуживания в условиях стационарного пребывания. Обеспечение гражданам ухода с учетом состояния здоровья, оказание условий проживания, отвечающих санитарно–гигиеническим требованиям, оказание помощи в выполнении процедур, связанных со здоровьем, содействие в обеспечение техническими средствами ухода и реабилитации.
Он был создан на базе освободившейся площади кузьмиярской больницы 17 сентября 1992 года. В настоящее время количество граждан, проживающих в интернате составляет 165 человек. Первые клиенты ГБУ «Кузьмиярский ПНИ» заселились в 1994 году, и с этого момента он начал выполнять возложенные на него функции.
Кузьмиярский психоневрологический интернат размещен в благоустроенном здании. Главный (жилой) корпус – это современное двухэтажное здание  с евроремонтом, просторными холлами, уютными жилыми помещениями, со вспомогательными постройками: 
- административный корпус,
- гараж, баня, прачечная, складские помещения,
- реабилитационное отделение на 50 человек,
- водолечебница,
- приусадебный участок с теплицами,
- спортивные площадки, беседки для отдыха.

В настоящее время ГБУ «Кузьмиярский ПНИ» - это многофункциональное учреждение и решает социально-бытовые проблемы граждан, имеющих хронические психические расстройства, осуществляет их медицинское обслуживание, проводит комплексную реабилитацию и адаптацию.  Существующая сегодня в интернате социальная среда способствует успешному решению этих задач.
Директор интерната — Пануров Андрей Александрович. 

## Школа
В посёлке имеется средняя общеобразовательная школа - Кузьмиярский филиал МБОУ Михайловская средняя общеобразовательная школа. В 2020 году в школе обучается около 50 человек. Директор филиала — Муранова Надежда Юрьевна.

## Храм в посёлке
В 2018 году был сооружён временный храм в честь святых бессребренников Космы и Дамиана. 22 июля 2018 года епископ Лысковский и Лукояновский Силуан совершил чин малого освящения.  Службы в храме ведутся еженедельно. Действуют Евангельские курсы для взрослых.